# Stick to Your Guns
Stick to Your Guns est un groupe de punk hardcore américain, originaire du comté d'Orange, en Californie. Formé en 2003, ils sont actuellement sous contrat avec Sumerian Records, avec qui ils ont sorti trois de leurs quatre albums complets à ce jour,,.

## Biographie

### Débuts (2003–2008)
Stick to Your Guns est un groupe de hardcore composé de cinq membres originaires du comté d'Orange, en Californie. Le groupe est formé durant l'été 2003, lorsque le chanteur Jesse Barnett s'est inspiré pour former un groupe qui allait lui fournir un moyen d'exprimer ses points de vue. STYG mêle mélodie, lourdeur et sincérité dans une sonorité musicale solide qui répondra à l'exigence des fans de Comeback Kid, Throwdown, Ignite, Stronger than Ever, La Llama Quatre Mafia, et Rise Against. Ash Avildsen, de Sumerian Records, est le premier à remarquer le groupe.
En 2007, Century Media Records signe le groupe et réédite son premier album accompagné de deux chansons bonus. Après quelques changements de formation, le groupe démarre l'enregistrement d'un deuxième album avec seulement deux membres, Jesse Barnett et Casey Lagos. Marqué par un changement vocal de la part de Barnett, Comes from the Heart est publié en 2008 chez Century Media. Cette année, le groupe participe notamment au Warped Tour et au Hell on Earth. En novembre 2008, Casey Lagos quitte le groupe pour poursuivre ses propres intérêts musicaux.

### Sumerian Records (2008–2011)
Ash Avildsen de Sumerian Records signe le groupe après les avoir remarqué au Anaheim House of Blues. En 2010, le groupe démarre l'enregistrement d'un troisième album avec en formation stable Jesse Barnett au chant, George Schmitz à la batterie, Chris Rawson et Reid Haymond à la guitare, et Andrew Rose à la basse. The Hope Division est publié le 1er juin 2010.
En novembre 2011, Stick to Your Guns poste une image sur Facebook d'un de leurs fans âgé de 20 ans en Arizona, Samuel Perkins, plus tard décédé d'une tumeur cérébrale. Le groupe jouera un concert en sa mémoire.

### DiamondetDisobedient(depuis 2011)

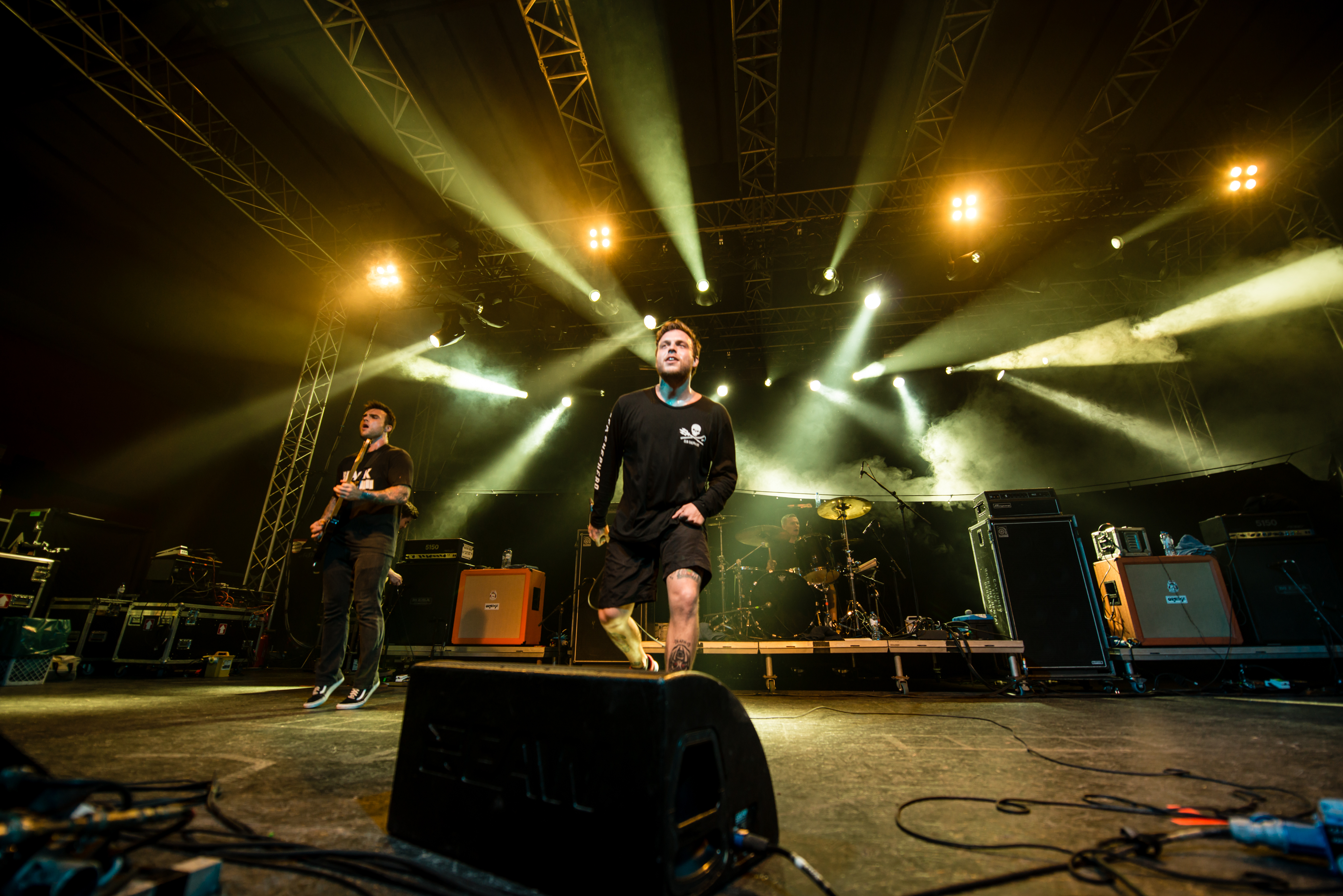
Stick to Your Guns à l'Impericon Festival en 2015.

En 2011, un single intitulé Bringing You Down (A New World Overthrow), avec Karl Schwartz de First Blood au chant, est publié en soutien au mouvement Occupy Wall Street. Il s'agit d'une première version d'un single annoncé sur leur quatrième album, Diamond, qui est publié en 2012, avec Josh James (d'Evergreen Terrace) remplaçant Reid Haymond à la guitare. L'album débute premier des Billboard Heatseekers, 11e des  Hard Rock Albums, 30e des Rock Albums, et atteint même le Billboard 200.
Le groupe publie quelques single en soutien à l'album. L'un des singles, We Still Believe, sera largement diffusé à la radio. Le single permet même au groupe de jouer au Warped Tour. Au Warped Tour, Diamond est annoncé vainqueur de l'Independent Music Award dans la catégorie de « meilleur album hardcore de l'année ». En 2013, le label Pure Noise Records publie un split EP du groupe qui comprend deux chansons avec The Story So Far. En 2014, ils publient Diamond: Decade Edition, une réédition vinyle de Diamond qui comprend trois chansons bonus.
Le 5 février 2014, le groupe entre en studio avec le producteur John Feldmann (The Used, Story of the Year) pour enregistrer un cinquième album. Ils font notamment participer Scott Vogel de Terror, Toby Morse de H2O, Walter Delgado de Rotting Out, les membres de Motionless in White et le producteur John Feldmann. Le 21 octobre 2014, le groupe publie un nouveau single, Nobody sur l'Alternative Press.

## Récompenses
- 2017 : l'album True View est élu meilleur album de l'année par les auditeurs/lecteurs de La Grosse Radio[12]

## Membres

### Membres actuels
- Jesse Barnett - chant, guitare, programmation, (depuis 2003)
- Josh James - guitare, chœurs, (depuis 2012)
- Chris Rawson - guitare, chœurs, (depuis 2009)
- Andrew Rose - basse, chœurs,
- George Schmitz - batterie, percussions (depuis 2008)

### Ancien membres
- Reid Haymond - guitare, chœurs, (2007-2010)
- Casey Lagos - batterie, guitares chœurs, basse, (2003-2008)
- Baximiliano Romo - guitares, chœurs, (2003-2011)
- Darel McFadyen - basse, chœurs, (2007–2008)
- Curtis Pleshe - guitare, chœurs, (2003-2006)
- Justin Rutherford - guitare, chœurs (2003–2007)
- Elliot Sellers - batterie, percussions, chœurs, (2006)

## Discographie
- 2003 : Compassion without Compromise
- 2005 : For What It's Worth
- 2008 : Comes from the Heart
- 2010 : The Hope Division
- 2012 : Diamond
- 2015 : Disobedient
- 2017 : True View
- 2022 : Spectre
- 2025 : Keep Planting Flowers